# Morodo
Rubén David Morodo Ruiz (Madrid, España, 1 de diciembre de 1979), más conocido por su nombre artístico Morodo, es un cantante y compositor español de reggae.

## Biografía
Nacido el 1 de diciembre de 1979 en Madrid (España). En su infancia, estudió en el Colegio Público Villa de Madrid, en la Alameda de Osuna. Canta un estilo singular de reggae con influencias de hip hop. Es parte de los colectivos OZM (Madrid), MCHC (México), One Love (Panamá) y Madrid Dancehall Crew.
Tiene dos hijos y una hija.
Desde pequeño fue influenciado por la cultura hip hop y música jamaicana, sobre la de habla hispana. Desde los catorce años, ya se dejaba ver en las "Jams" de hip hop por toda España, destacando por su estilo rap-ragga y consiguiendo grabar maquetas junto a varios cantantes y productores.
Empezó a colaborar con "crew" OZM (Otra Zona de Madrid), en el barrio Alameda de Osuna de Madrid, aunque ya era conocido allí por su forma de cantar.
En el año 1999, se estrenó en el mundo discográfico a través de "Smooka" producido por Souchi. De hecho, dicho tema se incluyó en su disco "La esencia 1".
Más tarde, en el año 2001, produjo su primer trabajo en solitario "OZMLStayl" bajo la discográfica: Fünkdamental en el que se destacó la fusión que hizo con los diferentes estilos jamaicanos al español.
En octubre de 2004, acabó con el parón musical que tuvo desde hacía tres años con el motivo de sacar su segundo trabajo llamado: "Cosas que contarte" bajo la discográfica Taifa Records. La razón de su parón fue por la búsqueda de un sello discográfico con el que se sintiera más cómodo. Con este disco hizo una gira que duró varios años tanto a nivel nacional como internacional que le llevó al éxito. Este segundo trabajo con más de 16.000 copias vendidas dio comienzo a una nueva etapa para él.
En 2006, comienza una gira internacional que le lleva a varios países del mundo, entre ellos parte de Europa, y otros países de habla hispana en América Latina.
A los meses, realiza "One Love Tour", cuyo objetivo es ayudar a los lugares más necesitados de cada ciudad que visita.
En 2010, tras otros cuatro años de inactividad musical, estrena su tercer disco "Rebel Action" donde vuelve a hacer una gira de presentación por su disco, de nuevo por toda España y parte de América Latina. Tras un tiempo crea la agencia y discográfica Mad91.

## Carrera
En 1999 llegó su estreno discográfico "Smooka", de la mano del Mc y productor Souchi, el tema se incluyó en su disco "La Esencia 1". En 2001 contó con Souchi y Dahani, entre otros, para producir su primer trabajo en solitario "Ozmstayl"(Fünkdamental). Este disco sorprendió a propios y extraños, por la original adaptación de estilos de raíces jamaicanas y hip hop al castellano, convirtiéndolo para siempre, como Mc-Singjay, en una referencia esencial a la hora de entender la evolución del ragga y el reggae en España.
A la par que el reconocimiento a su trabajo llega por parte de público y crítica, sus apariciones en directo a lo largo de las principales salas y festivales del territorio español, no hacen más que contribuir a confirmar la auténtica proyección del artista, que hasta el momento le ha llevado a compartir escenario con destacados artistas como: Capleton (Jamming/Colombia 2013), Public Enemy (Territorios 2010), SOJA (Summer Jam/Alemania 2010), Third World (Rototom 2013), B Real (Expogrow/Irun 2002), Apache (Barcelona 2013), Anthony B (Rototom 2010), Turbulence (Mount Zion Fest. Andorra 2013), Saïan Suppa Crew (ViñaRock 03), Gentleman (Madrid 2004), Kafu Banton (GanjaTime-8, Cosas Que Contarte Tour 2005-08), L.K Johnson (Portugal 2006), Dj Muggs (Sevilla 2011), General Levy (Downtown 2006), Daddy Freddy (Berlín 2007), Alton Ellis, Kimany Marley, Anthony B, Alika, Boomer (Chile 2007) y Zion The Promise Land (Venezuela 2007). Y con sound systems notables como: Unity Sound, Fireinnalion, Nyahbingi, Wadada, One Blood, Kiki Sound, Barbass Sound, Mono Sound Sytem, Chalice Sound.
En octubre de 2004 rompe un silencio en estudio de más de tres años, para editar un segundo
trabajo, "Cosas que Contarte" (Taifa Records), donde el guiño hacia la música jamaicana, es todavía más latente.
El disco recoge un concepto más completo y definido del artista. Como el propio Morodo reconoce «...soy fiel a mi
mismo, a mis convicciones y sentimientos, así es como saco mi tarea adelante, canto lo que siento, siento lo que
digo y digo lo que se, quien lo siente lo sabe...»
Este segundo trabajo con más de 16.000 copias vendidas, da comienzo a una nueva etapa. Junto al proyecto
discográfico y de representación creado para la ocasión Taifa Records, realiza una más que notable gira a nivel donde se ratifica como exponente de la escena Reggae en su país. En 2006 se inicia su estreno
internacional, visitando por primera vez países como Bélgica (Soundstation), Holanda, Portugal (Carviçais
Festival) y Alemania (Popcorn Festival). También por primera vez cruza el Atlántico para presentar su música en
directo en países de habla hispana, como Chile (Teatro Caopulican y One Festival 2007) y Venezuela (Reggae
Por la Tierra 2006 y Caracas Reggae Festival 2007). Entra a formar parte del One Love Crew, en colaboración de
la Comunidad Rastafari (España, Panamá y Chile). Ese mismo año realizan el ONE LOVE TOUR (Santiago,
Valparaíso, Bogotá...) en una gira con el fin de colaborar con los sectores más humildes de cada ciudad visitada.
Con dos años de trabajo en directo en Latinoamérica, Morodo consigue una gran repercusión y popularidad por
parte del público.
Después de un parón discográfico de casi seis años, en 2010, regresa, editando su tercer disco de estudio "Rebel
Action"(Taifa Records). Con el que realiza una inmensa gira de presentación en directo junto a la banda Ranking
Soldiers. "Rebel Action Tour" le lleva por todas las salas y festivales más importantes de España, actúa en el
Festival Summer Jam de Alemania y realiza varios viajes a Latinoamérica (Chile, México). En 2011 realiza, junto
a Mad Sensi Band la segunda parte de la gira llamada Latin Tour, que les llevan a países como Chile, Argentina,
Colombia, México y Venezuela. Ese mismo año crea la discográfica y agencia Mad91. En 2012 realizan el Latín
Family Tour junto a Mad Sensi Band y Ganjahr Family que les llevaría a México, Perú, Argentina y Chile.
En 2013 realiza dos nuevos videoclips, como adelanto de lo que será su próximo trabajo de estudio. "Fumo
Marihuana" fue grabado íntegramente en Ámsterdam y "Burnning Song" fue realizado en Valencia. Durante 2013
cabe destacar sus actuaciones en el Festival "Rototom, Sunsplash" en Benicasim o "Viña Rock" y su paso por
Latinoamérica en los Festivales "Siempre Vivo Reggae" en Chile y "Jamming Fest" en Colombia.
El 30 de septiembre de 2014 publica "Reggae Ambassador" con Mad91 Records. Su cuarto disco de estudio que consta de 14 canciones en las que colaboran artistas como: Movimiento Original, Mikey General, KG Man, Mandinka Warrior, Donpa y Mad Division y las producciones corren a cargo de: More Love Music & Ciro Princevibe, Segnale Digitale, King Bratt, Heavy Roots, Foward Ever Band, Jimi Rivas & Dj Tee, HDO, VikBass y AF Music.
Ha sido grabado entre Mad91 Estudio y Okoumé Estudios (Excepto Burning Song que ha sido grabado en The Boxer por Saul Wolf y mezcaldo y masterizado por Full Basstards), mezclado por HDO en Mad91 Estudios y masterizado por Genis Tranis en Reggaeland Estudio.
"Reggae Ambassador" se presentará en directo a nivel mundial, con su nueva banda OKOUMÉ LIONS.

## Discografía

### LP
- "OZMLStayl" (LP) (Fünkdamental), (2001)
- "Yo me pregunto" (Maxi) (Taifa Récords), (2004)
- "Cosas que contarte" (LP) (Taifa Récords), (2004)
- "Rebel Action" (LP) (Taifa Récords), (2010)
- "Reggae Ambassador" (LP) (Mad91), (2014)
- "Luz" (LP), (2020)

## Colaboraciones
- 995 - "Estoy cansao", 2004.
- 995 - "Vigila tu espalda friend", 2004.
- Almirante - "Amor sufrido", 2010.
- Apache - "Ella maneja puro style", 2014.
- Aponwao - "Santa vibra", 2007.
- Casoman - "Siempre Original", 2014.
- Chulito Camacho y Kamikaze -"Nyahbinghiman", 2003.
- Daddy Banton - "Pompah", 2008.
- Dahani - "OZ 2.0", 2001.
- Dahani, Souchi - "Decisiones al filo", 2001.
- Dharmakarma - "Echando cuentas", 2002.
- Donpa - "Así no se puede", 2010.
- Donpa - "Las pequeñas cosas", 2010.
- Donpa - "Mañana será como ayer", 2012.
- Donpa - "Do It", 2014.
- Falsalarma - "Fieles con lo vivido", 2008.
- Fyahbwoy - "El Binghi y el Fyah", 2015.
- Ganjahr Family - "Aquí y Ahora", 2009.
- Ganjahr Family - "Marihuana", 2012.
- Ganjahr Family - "Unidad", 2013.
- Ganjahr Family - "Nunca se apagará", 2018.
- Green Valley - "Escribe tu historia", 2016.
- Heavy Roots - "Burning Song", 2013. (VIDEOCLIP)
- Heavy Roots - "Fumo Marihuana", 2013. (VIDEOCLIP)
- Jah Nattoh - "Lírica fresca", 2013. (VIDEOCLIP)
- Jey da Polemic - "Juegan", 2014.
- Joc Polo - "Leave me alone", 2013.
- Jota Mayúscula - “Babilonia Escucha”, 2004.
- Jota Mayúscula - "Reggae session".
- Jota Mayúscula - "Por siempre".
- Jota Mayúscula, Chulito Camacho, Newton, Aqeel - "Se creen que mandan", 2004.
- Kafu Banton - "Combination", 2004.
- Kamikaze - "Rimadero directo".
- Kasta, Souchi - "Hip - Hop positivo".
- Kasta, Sner, Souchi - "Con el loro".
- Keishal, Donpa - "De donde vengo", 2014.
- KG Man - "Reggae Ambassador", 2014.
- Kultama, Poison - "Te dejo la ciudad", 2006.
- Kultama - "Vivo Por La Música", 2014.
- LaMeka55 - "55 Esperanzas puestas en ti", 2003.
- Lion Sitté y Killa -"En el juicio", 2006.
- Lion Sitté, sargento García, Supa Bassie, Ras Kuko, Rubén López, Rapsusklei, Aniki, Mel Seme, Hermano L, Begoña Bang Matu, Roe Delgado, Mandievus, Ital Erik- "Reggae contra la Intolerancia", 2013.
- Los Trovadores de la Lírica Perdida - "Rebelde como la flor que se escapó del tiesto", 2002.
- Mad Division - "Elige tu camino", 2014.
- Mad Division, Keishal - "Niños de Ghetto", 2013.
- Mad Division - "Ponme el riddim", 2014.
- Maese KDS - "Te tengo calao", 2001.
- Makamersim, Kurando Shoji - "Rude boy", 2002.
- Mandinka Warrior - "I wanna Love U", 2014.
- Meko - "Rap son sueños", 2004.
- Movimiento Original - "Bendición", 2014.
- Newton - "Canto", 2004.
- Newton - "Presidente", 2003.
- NK Profeta - "La verdad", 2015.
- Novato - "Wanted", 2014.
- Paco Camaleón - "Yo me levanto", 2001.
- Picolo - "Soltaron los perros".
- Picolo, Emi666 - "Ya no creo".
- Ras Jouqmahi - "Laba laba", 2009.
- Ras Jouqmahi - "No busco problemas".
- Ras Kuko - "Jah cuida", 2010. (VIDEOCLIP)
- Roe Delgado - "Luchemos por nuestros derechos", 2015.
- Tabaqueros - "Guerra en Babylon", 2014. (VIDEOCLIP)
- Tosko, Bman Zerowan - "Sigo Aquí", 2012.
- SFDK - "Esta canción va dedicada", 2005.
- Santos, Aches - "So fresh so good".
- Shamanes - "Sin Barreras", 2016.
- Shotta - "Felicidad", 2014 (VIDEOCLIP)
- Souchi - "La conexión", 2001.
- Souchi - "Noches de humo", 2000.
- Souchi - "OZM Stayl", 2001.
- Souchi - “Smooka”, 2000.
- Souchi - "Subete a mi guagua".
- Souchi, Kasta - "Hip-Hop positivo", 2000.
- Tote King -" Todo el día Barras", 2015.
- Utan Bassum - "Babilonia escucha".
- Víctor Rutty - "Fatigas, palos y esperanza", 2013.
- 4.º Poder - "Solo tu tienes la llave". (VIDEOCLIP)